# Veinticinco, veintiuno
Veinticinco, veintiuno (en hangul, 스물다섯 스물하나; RR: Seumuldaseot Seumulhana) es una serie de televisión surcoreana dirigida por Jung Ji-hyun y protagonizada por Kim Tae-ri, Nam Joo-hyuk, Choi Hyun-wook, Bona y Lee Joo-myung. Fue emitida por el canal tvN desde el 12 de febrero hasta el 3 de abril de 2022, los sábados y domingos a las 21:10 horas (KST). También se distribuye a través de la plataforma Netflix.

## Sinopsis
Veinticinco, veintiuno es un drama que comienza en una época turbulenta, 1998, y narra las andanzas y el crecimiento de algunos jóvenes que han perdido sus sueños y que comparten emociones entre la amistad y el amor. Él es Baek Yi-jin, el hijo mayor de una familia que quedó destruida por el FMI durante la crisis económica que atravesaba el país en esa época, y que después de llevar una vida difícil por este motivo se convirtió en reportero deportivo de UBS. Ella es Na Hee-do, una joven soñadora que formaba parte del equipo de esgrima de la escuela secundaria, especialidad de sable, y que nunca se dio por vencida gracias a su pasión y entusiasmo, a pesar de que su escuela suprimió el equipo de esgrima debido también a la crisis económica. Cuando tenían veintidós y dieciocho años, esas dos personas se llamaron por su nombre por primera vez; un año después se lastimaron mutuamente; a los veinticuatro y veinte confiaron el uno en el otro; y solo cuando cumplieron veinticinco y veintiún años se enamoraron y crecieron juntos.

## Reparto

### Protagonistas
- Kim Tae-ri como Na Hee-do, una joven prodigio de la esgrima.[4]
  - Kim So-hyun como Hee-do de adulta.[5]
  - Ok Ye-rin como Hee-do de niña.
- Nam Joo-hyuk como Baek Yi-jin, periodista deportivo, aunque también trabajaba a tiempo parcial en una tienda de alquiler de cómics.[4]
- Bona (Kim Ji-yeon) como Ko Yoo-rim / Julia Ko, una esgrimista carismática de 18 años que se convierte en rival de Hee-do, y es la medallista de oro en esgrima más joven de Corea del Sur. Cuando se quita el traje de esgrima, es una persona encantadora, extrovertida y de voluntad fuerte.[4][6]
  - Kyung Da-eun como Yoo-rim de niña.
- Choi Hyun-wook como Moon Ji-woong, un influencer cuando aún no se usaba esta palabra, estrella de Internet con una personalidad y estilo únicos, cuyo objetivo es convertirse en usuario destacado de Cyworld Two (la red social más famosa de la época), pero no hace nada por ello.[4][7][8]
- Lee Joo-myung como Ji Seung-wan, la primera en la escuela y la líder de la clase, que esconde un corazón rebelde. Tiene un programa en una radio pirata donde comparte apasionadamente con los oyentes las preocupaciones sobre esta era, la sociedad, la escuela y la vida personal.[4][9]

### Secundario

#### Personas cercanas a Hee-do
- Seo Jae-hee como Shin Jae-kyung, la madre de Hee-do. Es la presentadora principal de las noticias de las 9 en punto en '25 Twenty One'.[10]
- Choi Myung-bin como Kim Min-chae, la hija de Hee-do. Es una bailarina de ballet que renuncia a este  y se escapa a la casa de su abuela, y luego encuentra el diario de su madre que narra su adolescencia.[11]
  - Lee So-yoon como Min-chae de niña.[12]
- Baek Seok-gwang como Na Sung-jin, el padre de Hee-do, fue la persona clave en el interés de ella por la esgrima.
- Lee Joong-ok como el entrenador de Hee-do en la escuela secundaria.

#### Personas cercanas a Yi-jin
- Park Yoon-hee como Baek Sung-hak, el padre de Yi-jin e Yi-hyun. Se convirtió en periodista después de vivir en una casa que quedó arruinada por la crisis económica.[13]
- Kim Young-sun como la madre de Yi-jin e Yi-hyun.[14]
- Park Joon-pyo como el tío de Yi-jin e Yi-hyun. Acogió a la familia de Yi-jin, que no tenía adónde ir a causa de la crisis. Cuida a su hermana y sobrino más que nadie y sobre todo escucha y apoya las preocupaciones de Yi-jin. Responsable del sustento de la familia.[15]
- Kim Nam-yi como la tía paterna de Yi-jin e Yi-hyun.
- Choi Min-young como Baek Yi-hyun, el hermano menor de Yi-jin.[16]
  - Kang Hoon como Yi-hyun adulto (aparición especial, ep. 16).[17]

#### Familiares de los otros protagonistas
- So Hee-jung como la madre de Seung-wan, se siente muy orgullosa de su hija, y es además la casera de Yi-jin.[18]
- Huh Jin-na como la madre de Yoo-rim. Dirige un pequeño restaurante.[19]
- Kim Dong-kyoon como el padre de Yoo-rim. Trabaja como repartidor.

#### Equipo de esgrima de la escuela Taeyang
- Kim Hye-eun como Yang Chan-mi, la entrenadora del equipo de esgrima, que fue en su tiempo medallista de oro en este deporte.[20]
- Cho Bo-young como Lee Ye-ji, estudiante de 1.º de secundaria.[21]
- Lee Ye-jin como Park Han-sol, estudiante de 1.º de secundaria.
- Moon Woo-bin como Kang Ji-soo, estudiante de 3.º de secundaria.
- Bang Eun-jung como Lee Da-seul, estudiante de 3.º de secundaria y capitana del equipo.[22]

#### Otros
- Lee Chan-jong como Seo Jung-hyuk, reportero de UBS y sénior de Yi-jin.

### Apariciones especiales
- Lee Joong-ok como el entrenador de Hee-do en el Club de Esgrima de su antigua escuela secundaria.
- Jung Yoo-min como Hwang Bo-mi, estudiante de Iljin de la Sunjung Girls' High School.[23]
- Choi Tae-joon como Jung Ho-jin, representante nacional de esgrima.[24]
- Yoon Joo-man como PD Park.[25]
- Kim Nam-hee como vendedor en una tienda de teléfonos móviles (cap. n.º 16).[26]
- Kim Joon-ho como él mismo, sénior de Hee-do en el equipo nacional de esgrima.[27][28]
- Jang Jun-hyun como director de Han River C&T, un viejo conocido de Yi-jin.

## Producción
El guionista Kwon Do-eun y el director Jung Ji-hyun ya habían coincidido en la serie de 2019 Search: www, del mismo canal tVN.
A finales de marzo de 2021 las agencias de Kim Tae-ri y Nam Joo-hyuk, J-Wide Company y Management Soop, anunciaron que sus artistas estaban considerando positivamente las propuestas para protagonizar la serie. En la primera semana de septiembre de 2021 se confirmó el reparto y comenzó el rodaje de la serie.
Las primeras imágenes del rodaje se hicieron públicas el 24 de diciembre. El 6 de enero de 2022 se publicó el cartel de la serie en el que aparecen Kim Tae-ri y Nam Joo-hyuk. Cuatro días después salió a la luz el primer tráiler. El 25 de enero se publicó otro cartel con los cinco protagonistas.
El 2 de marzo se anunció que el rodaje había sido interrumpido debido al positivo por Covid-19 y consiguiente cuarentena de Kim Tae-ri, aunque ello no debería afectar al calendario de transmisiones. Al día siguiente la agencia Gold Medalist comunicó que también Choi Hyun-wook había resultado positivo y que estaba en fase de recuperación. Bona y Nam Joo-hyuk habían resultado negativos.

## Banda sonora original
| Parte | Fecha de publicación  | N.º | Título                                                      | Letra               | Música               | Artista                                                       | Duración |
| ----- | --------------------- | --- | ----------------------------------------------------------- | ------------------- | -------------------- | ------------------------------------------------------------- | -------- |
| 1     | 13 de febrero de 2022 | 1   | «Starlight» (스타라이트)                                    | Oh Dongjun          | Oh Dongjun           | Taeil (NCT)                                                   | 3:45     |
| 1     | 13 de febrero de 2022 | 2   | «Starlight» (inst.)                                         |                     | Oh Dongjun           |                                                               | 3:45     |
| 2     | 19 de febrero de 2022 | 1   | «I'll Shine on You to Dazzle» (눈이 부시도록 너를 비춰줄게) | Black Frequency     | Black Frequency      | Bae Ki-sung                                                   | 3:15     |
| 2     | 19 de febrero de 2022 | 2   | «I'll Shine on You to Dazzle» (inst.)                       |                     | Black Frequency      |                                                               | 3:15     |
| 3     | 20 de febrero de 2022 | 1   | «Very, Slowly» (아주, 천천히)                               | Jayci yucca         | PATEKO, Jayci yucca  | Bibi                                                          | 4:21     |
| 3     | 20 de febrero de 2022 | 2   | «Very, Slowly» (inst.)                                      |                     | PATEKO, Jayci yucca  |                                                               | 4:21     |
| 4     | 26 de febrero de 2022 | 1   | «Your Existence» (존재만으로)                               | Naiv                |                      | Wonstein                                                      | 4:11     |
| 4     | 26 de febrero de 2022 | 2   | «Your Existence» (inst.)                                    |                     |                      | 4:11                                                          |          |
| 5     | 27 de febrero de 2022 | 1   | «Go!»                                                       | Oh Dongjun          | Oh Dongjun           | DK (Seventeen)                                                | 3:30     |
| 5     | 27 de febrero de 2022 | 2   | «Go!» (inst.)                                               |                     | Oh Dongjun           |                                                               | 3:30     |
| 6     | 6 de marzo de 2022    | 1   | «Stardust Love Song»                                        | Yoon Young-jun      | Yoon Young-jun       | Jihyo (Twice)                                                 | 4:11     |
| 6     | 6 de marzo de 2022    | 2   | «Stardust Love Song» (inst.)                                |                     | Yoon Young-jun       |                                                               | 4:11     |
| 7     | 13 de marzo de 2022   | 1   | «With»                                                      | Noh Kyung-bo        | Noh Kyung-bo         | Kim Tae-ri, Nam Joo-hyuk, Bona, Choi Hyun-wook, Lee Joo-myung | 4:30     |
| 7     | 13 de marzo de 2022   | 2   | «With» (inst.)                                              |                     | Noh Kyung-bo         |                                                               | 4:30     |
| 8     | 20 de marzo de 2022   | 1   | «Free» (가보자)                                             | Jung Gu-hyun, Aseul | Jung Gu-hyun         | Xydo                                                          | 3:46     |
| 8     | 20 de marzo de 2022   | 2   | «Free» (inst.)                                              |                     | Jung Gu-hyun         |                                                               | 3:46     |
| 9     | 27 de marzo de 2022   | 1   | «Your World» (너의 세상)                                    | Lee In-young        | Kang Hyunmin, WYOONG | Seol Hoseung (SURL)                                           | 3:27     |
| 9     | 27 de marzo de 2022   | 2   | «Your World» (inst.)                                        |                     | Kang Hyunmin, WYOONG |                                                               | 3:27     |

## Recepción

### Índices de audiencia
Según Good Data Corporation, la serie se mantuvo en primera posición entre las más vistas durante cinco semanas consecutivas desde su estreno. La relación entre Nam Joo-hyuk y Kim Tae-ri «fue bien recibida, pero también hubo reacciones que señalaron que representa un romance entre un adulto y una menor». En la lista de actores más buscados, Nam Joo-hyuk y Kim Tae-ri fueron respectivamente primero y segunda, y Kim Ji-yeon ocupó la quinta posición.
La serie mantuvo hasta el final sus altos índices de audiencia, tocando el techo a nivel nacional precisamente en el último capítulo, y rozándolo en el área metropolitana de Seúl. Todo ello pese a que parte de la audiencia y de la crítica juzgó decepcionante el final.
| Temporada | Temporada | Episodio número | Episodio número | Episodio número | Episodio número | Episodio número | Episodio número | Episodio número | Episodio número | Episodio número | Episodio número | Episodio número | Episodio número | Episodio número | Episodio número | Episodio número | Episodio número | Promedio |
| Temporada | Temporada | 1               | 2               | 3               | 4               | 5               | 6               | 7               | 8               | 9               | 10              | 11              | 12              | 13              | 14              | 15              | 16              | Promedio |
| --------- | --------- | --------------- | --------------- | --------------- | --------------- | --------------- | --------------- | --------------- | --------------- | --------------- | --------------- | --------------- | --------------- | --------------- | --------------- | --------------- | --------------- | -------- |
|           | 1         | 1.537           | 2.065           | 1.999           | 2.165           | 1.988           | 2.509           | 2.620           | 2.857           | 2.870           | 2.887           | 2.919           | 2.828           | 2.796           | 2.905           | 2.639           | 3.047           | 2.539    |

| Ep. | Fecha de emisión      | Participación promedio de audiencia (Nielsen Korea) | Participación promedio de audiencia (Nielsen Korea) |
| Ep. | Fecha de emisión      | Nacional                                            | Seúl                                                |
| --- | --------------------- | --------------------------------------------------- | --------------------------------------------------- |
| 1 | 12 de febrero de 2022 | 6,370,% (1.º)                                       | 7,799 % (1.º)                                       |
| 2 | 13 de febrero de 2022 | 8,010 % (1.º)                                       | 8,867 % (1.º)                                       |
| 3 | 19 de febrero de 2022 | 8,182 % (1.º)                                       | 8,981 % (1.º)                                       |
| 4 | 20 de febrero de 2022 | 8,787 % (1.º)                                       | 9,972 % (1.º)                                       |
| 5 | 26 de febrero de 2022 | 7,956 % (1.º)                                       | 8,960 % (1.º)                                       |
| 6 | 27 de febrero de 2022 | 9,817 % (1.º)                                       | 11,065 % (1.º)                                      |
| 7 | 5 de marzo de 2022    | 9,718 % (1.º)                                       | 10,380 % (1.º)                                      |
| 8 | 6 de marzo de 2022    | 10,900 % (1.º)                                      | 11,734 % (1.º)                                      |
| 9 | 12 de marzo de 2022   | 10,662 % (1.º)                                      | 12,043 % (1.º)                                      |
| 10 | 13 de marzo de 2022   | 10,879 % (1.º)                                      | 12,660 % (1.º)                                      |
| 11 | 19 de marzo de 2022   | 10,887 % (1.º)                                      | 12,410 % (1.º)                                      |
| 12 | 20 de marzo de 2022   | 10,675 % (1.º)                                      | 12,528 % (1.º)                                      |
| 13 | 26 de marzo de 2022   | 9,927 % (1.º)                                       | 11,001 % (1.º)                                      |
| 14 | 27 de marzo de 2022   | 10,308 % (1.º)                                      | 11,451 % (1.º)                                      |
| 15 | 2 de abril de 2022    | 9,592 % (1.º)                                       | 10,302 % (1.º)                                      |
| 16 | 3 de abril de 2022    | 11,513 % (1.º)                                      | 12,636 % (1.º)                                      |
| Promedio | Promedio              | 9,636 %                                             | 10,779 %                                            |
| - En la tabla, los números azules representan los índices de audiencia más bajos y los números rojos representan los más altos. - Este drama se transmite mediante televisión por cable/TV de pago, que por lo general tiene una audiencia más pequeña en comparación con la de cadenas públicas como (KBS, SBS, MBC y EBS). |                       |                                                     |                                                     |

### Crítica
Song Kyung-won (Cine 21) define así la serie: «no es un trabajo que muestre logros o intentos artísticos sobresalientes. No hay forma de explorar la esencia interna de los seres humanos o realizar experimentos formales. Es simplemente una película juvenil de tendencia retro que envuelve elementos familiares de una manera infinitamente hermosa. Explota dichos memorables con moderación y, a veces, los entrega para que pueda empatizar con ellos».
Pierce Conran (South China Morning Post) presenta Veinticinco, veintiuno como «la nueva y sensacionalmente entretenida serie de drama romántico sobre la mayoría de edad». Añade: «la nostalgia de la década de 1990, la crisis financiera asiática de 1997 y la esgrima chocan en esta colorida, convincente y compulsivamente observable historia de valor y resistencia dirigida por una sensacional Kim Tae-ri (The Handmaiden, Space Sweepers) y un encantador Nam Joo-hyuk.
Acerca del primer episodio de la serie, Greg Wheeler (The Review Geek) escribe que «tiene un comienzo realmente sólido, canalizando esas vibraciones de la serie Reply y agregándolas a una historia que tiene toques de Racket Boys y otros dramas deportivos como Fight for my Way. Esta pequeña combinación maravillosa funciona sorprendentemente bien y, aunque el episodio es un poco lento al principio, el drama y las apuestas son bastante altas y ciertamente conducen a algunos grandes momentos más adelante».
Comentando también el primer episodio, Nathan Sartain (Ready Steady Cut) escribe: «Hay mucho que me gusta hasta ahora con Veinticinco, veintiuno. Tiene la sensación de juventud de la que es difícil sentirse desconectado, y un buen equilibrio entre la emoción genuina, el humor y las piezas de la trama. Queda por ver si puede mantener el ritmo, pero por ahora, ciertamente parece una entrada decente en el género romántico».

## Premios y nominaciones
| Año  | Premio                                 | Categoría                             | Candidato              | Resultado | Ref.                 |
| ---- | -------------------------------------- | ------------------------------------- | ---------------------- | --------- | -------------------- |
| 2022 | 58.º Baeksang Arts Awards              | Mejor serie                           | Veinticinco, veintiuno | Nominada  | [ 48 ] [ 49 ]        |
| 2022 | 58.º Baeksang Arts Awards              | Mejor actriz (televisión)             | Kim Tae-ri             | Ganadora  | [ 50 ] [ 51 ]        |
| 2022 | 58.º Baeksang Arts Awards              | Actriz más popular                    | Kim Tae-ri             | Ganadora  | [ 51 ] [ 52 ]        |
| 2022 | 58.º Baeksang Arts Awards              | Mejor actor revelación (televisión)   | Choi Hyun-wook         | Nominado  | [ 48 ] [ 49 ]        |
| 2022 | 8th APAN Star Awards                   | Mejor actor revelación                | Choi Hyun-wook         | Nominado  | [ 53 ] [ 54 ] [ 55 ] |
| 2022 | 8th APAN Star Awards                   | Mejor actuación femenina en miniserie | Kim Tae-ri             | Nominada  | [ 53 ] [ 54 ] [ 55 ] |
| 2022 | 8th APAN Star Awards                   | Actriz más popular                    | Kim Tae-ri             | Nominada  | [ 53 ] [ 54 ] [ 55 ] |
| 2022 | 8th APAN Star Awards                   | Mejor banda sonora original           | DK (Seventeen)         | Nominada  | [ 53 ] [ 54 ] [ 55 ] |
| 2022 | 8th APAN Star Awards                   | Mejor banda sonora original           | Jihyo (Twice)          | Nominada  | [ 53 ] [ 54 ] [ 55 ] |
| 2022 | 8th APAN Star Awards                   | Mejor banda sonora original           | Taeil (NCT)            | Nominada  | [ 53 ] [ 54 ] [ 55 ] |
| 2022 | 13th Korea Drama Awards                | Gran Premio (Daesang)                 | Kim Tae-ri             | Nominada  | [ 56 ] [ 57 ]        |
| 2022 | 13th Korea Drama Awards                | Mejor serie                           | Veinticinco, veintiuno | Nominada  | [ 56 ] [ 57 ]        |
| 2022 | 13th Korea Drama Awards                | Mejor director                        | Veinticinco, veintiuno | Nominado  | [ 56 ] [ 57 ]        |
| 2022 | 13th Korea Drama Awards                | Mejor actriz revelación               | Bona                   | Ganadora  | [ 56 ] [ 57 ]        |
| 2022 | Asia Contents Awards                   | Mejor actor revelación                | Choi Hyun-wook         | Nominado  | [ 58 ] [ 59 ]        |
| 2022 | Asian Academy Creative Awards          | Mejor serie                           | Veinticinco, veintiuno | Ganadora  | [ 60 ] [ 61 ]        |
| 2022 | Korea Culture and Entertainment Awards | Premio a la excelencia, actriz        | Bona                   | Ganadora  | [ 62 ]               |
| 2022 | Kinolights Awards                      | Serie coreana del año                 | Veinticinco, veintiuno | 3.ª pos.  | [ 63 ]               |
| 2022 | Kinolights Awards                      | Actriz coreana del año                | Kim Tae-ri             | 3.ª pos.  | [ 63 ]               |